# Kasteelmolen (Schorisse)
De Kasteelmolen is een watermolen in de Oost-Vlaamse gemeente Schorisse (Maarkedal).

## Geschiedenis
De oudste vermelding van de watermolen dateert van 1456. Hij behoorde bij het waterkasteel, dat ondertussen niet meer bestaat. Tijdens het ancien régime was het kasteel in bezit van de "heren van Schorisse". De watermolen bevindt zich aan de Maarkebeek, die echter op het grondgebied van Schorisse ‘’Molenbeek’’ of ‘’Meulebeek’’ wordt genoemd. Na de Franse Revolutie kwam de molen in het bezit van de molenaar. Sinds 1906 is de molen in bezit van de familie Vanderdonckt, de vijfde generatie nu die de molen uitbaat. Het bijhorende boerderijbedrijf werd stopgezet in 1968 maar de molen is nog steeds maalvaardig. Het ijzeren bovenslagrad werd in 1981 vernieuwd en in de periode 1993-1997 werden herstellingswerken uitgevoerd aan het gebouw en aan de strekdam. Sinds 10 augustus 1976 is deze molen beschermd erfgoed.